# コンティキ号博物館

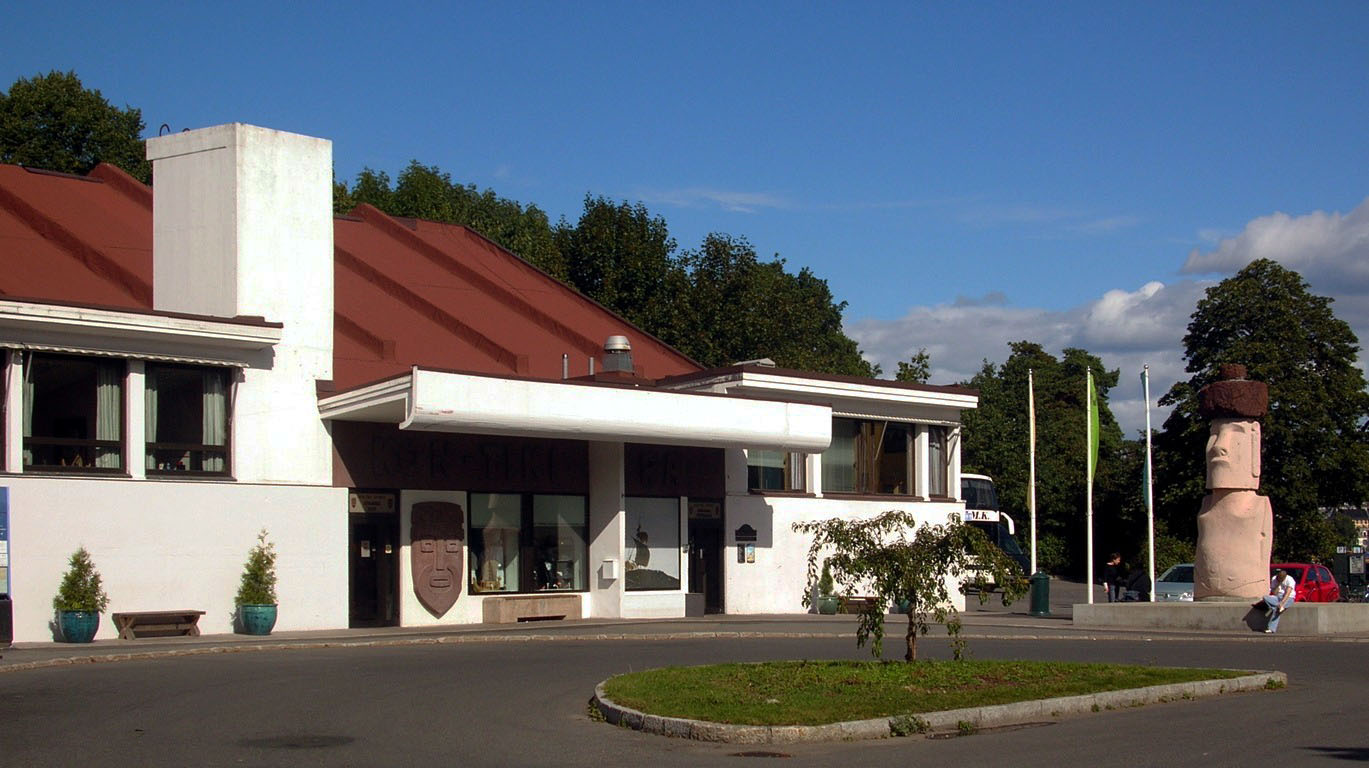
コンティキ号博物館

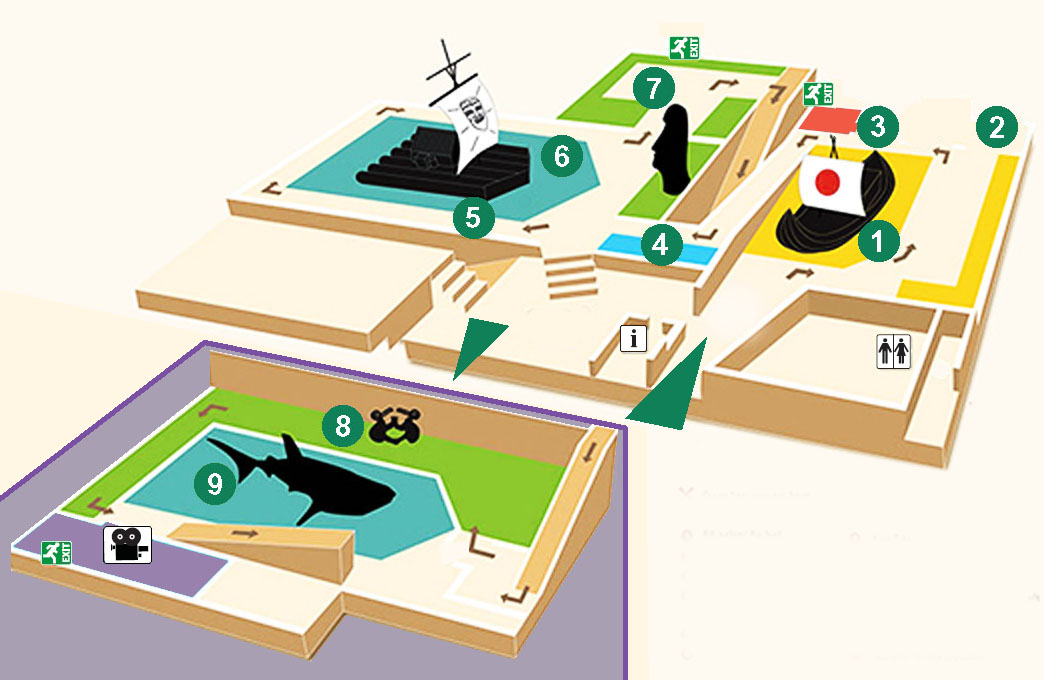
コンティキ号博物館のレイアウト

コンティキ号博物館（コンティキごうはくぶつかん、英語: The Kon-Tiki Museum、ノルウェー語: Kon-Tiki Museet）は、ノルウェーのオスロのビグドイ半島(Bygdoeynesveien 36, 0286 Oslo)にある博物館である。ビグドイ半島は、オスロ・フィヨルドに突出した半島で、オスロ市の西方、半島南部が各種博物館が集中するビグドイ地区になる。この博物館には、コンティキ号探検隊の船や地図のほか、約 8,000 冊の書籍を所蔵する図書館も付設されている。  1949 年に仮の施設で開館した。1957 年に、建築家のF・S・プラトゥーとオットー・トルガーセンによって設計された現在の建物が開館した。1978 年に、トルガーセンによって設計された博物館の増築が完成した。

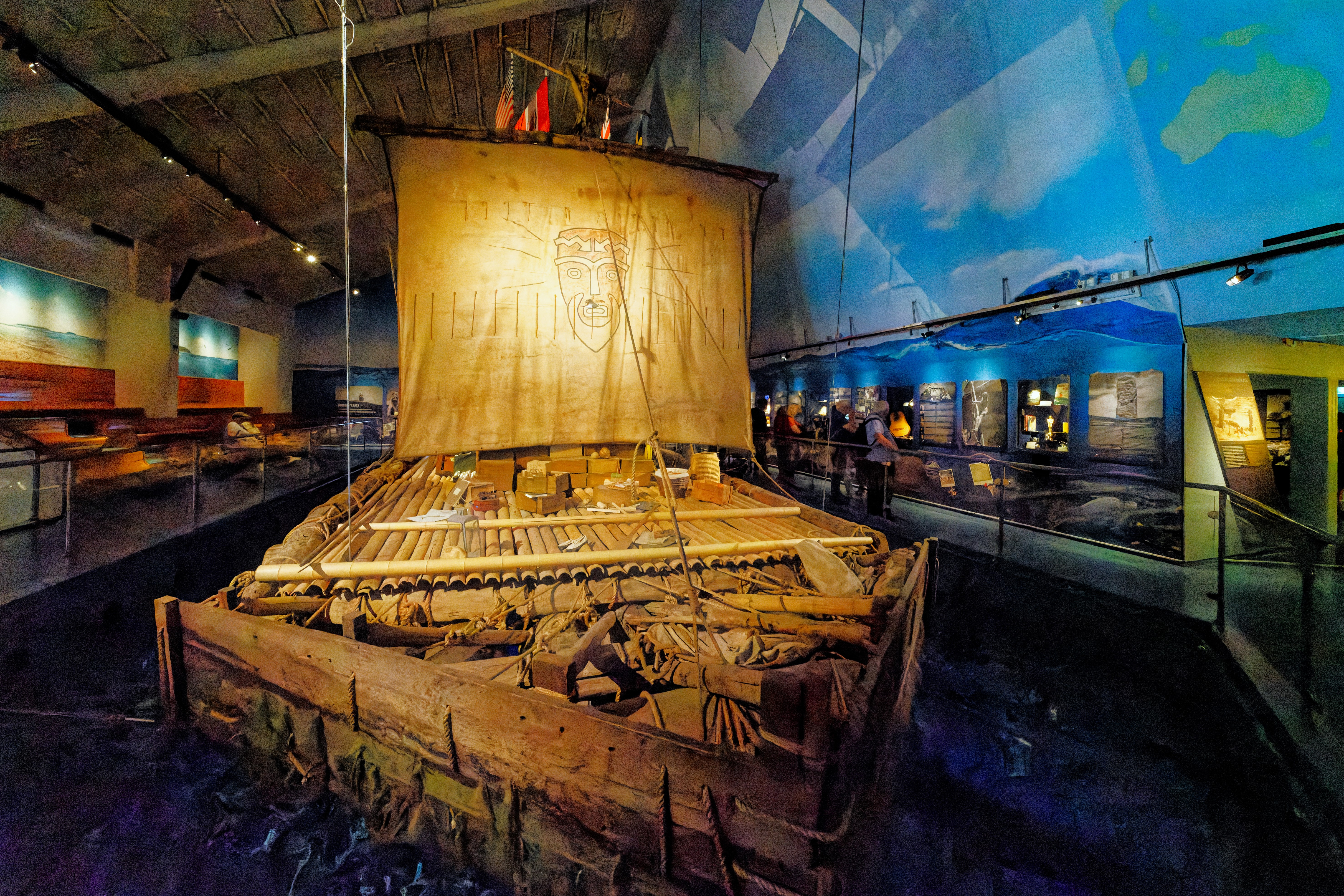
筏コン・ティキ号のオリジナル

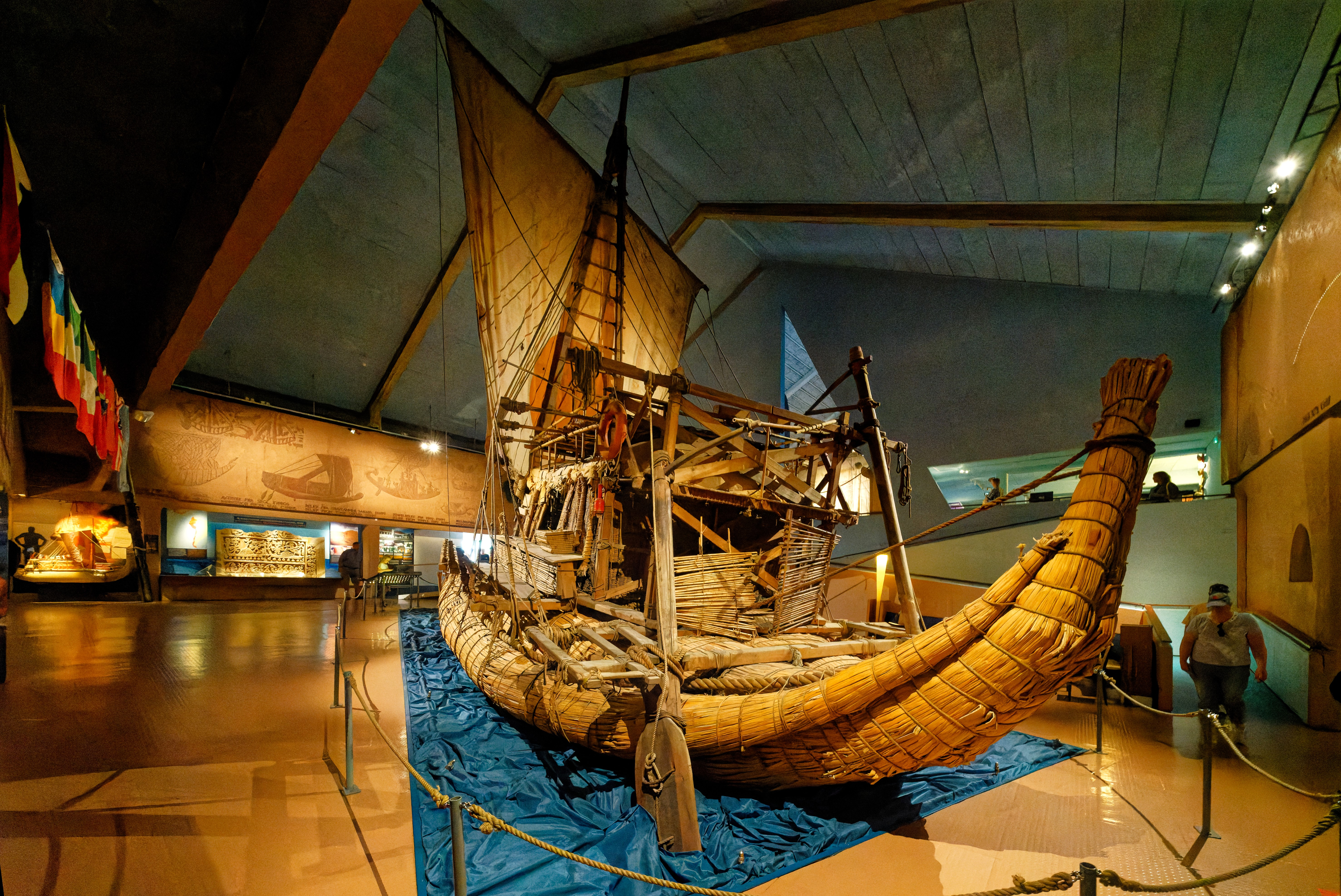
復元されたラー２号

この博物館はもともと、ノルウェーの冒険家トール・ヘイエルダールが1947 年にペルーからポリネシアまで航海するために使用したコロンブス以前の船を模したバルサ材の筏であるコンティキ号を収容するために建てられた。博物館内のもう 1 つのボートは、ヘイエルダールの古代エジプトの航海船のイメージに合わせて葦で作られた船、ラー2号(Ra Ⅱ)である。ヘイエルダールは、葦の船「ラー号」による前回の試みが失敗した後、北アフリカからカリブ海までラー2号で航海した。
筏の下には乗組員が航海中に遭遇したジンベエザメの模型がある。
コンティキ号博物館は、フラム号博物館、ノルウェー民俗博物館、ヴァイキング船博物館、ノルウェー海洋博物館などの博物館の近くにある。